# Lejkowo (województwo warmińsko-mazurskie)
Lejkowo (dawniej Reblewo, niem.: Röblau) – wieś w Polsce położona w województwie warmińsko-mazurskim, w powiecie szczycieńskim, w gminie Wielbark.
W latach 1975–1998 miejscowość administracyjnie należała do województwa olsztyńskiego.
Wieś założona w 1795 r. w ramach osadnictwa szkatułowego na osuszonych mokradłach Łatana. Początkowo we wsi było 12 osadników (gospodarstw rolnych) w zabudowie kolonijnej (rozproszonej). 
Zobacz też: Lejkowo. osadnictwo szkatułowe

## Literatura
- Iwona Liżewska, Wiktor Knercer: Przewodnik po historii i zabytkach Ziemi Szczycieńskiej. Olsztyn: Agencja Wydawnicza "Remix" s.c., 1998, s. 171. ISBN 83-87031-13-5.